# Statue de Jacques van Artevelde
La statue de Jacques van Artevelde (ou statue de Jacob van Artevelde) se dresse au centre de la ville de Gand, dans la province de Flandre-Orientale en Belgique.

## Localisation
Le monument se dresse au milieu de la place du Marché du Vendredi (Vrijdagmarkt en néerlandais),, au centre de Gand, entre la Maison du peuple Ons Huis à l'ouest et la Maison de la Corporation des tanneurs à l'est.

## Historique
Jacques van Artevelde fut un homme exceptionnel qui dirigea la ville et défendit les libertés communales au début du XIVe siècle. Il défendit la neutralité de Gand et de la Flandre durant la guerre de Cent Ans entre le Royaume de France et le Royaume d'Angleterre et fut assassiné à Gand alors qu'il revenait de négociations à Damme. 
Sa statue est réalisée en 1863 par le sculpteur gantois Pierre De Vigne-Quyo (Pieter ou Petrus de Vigne-Quyo), qui y a travaillé trois ans.
Elle est inaugurée le lundi 14 septembre 1863, lors de fêtes données à Gand du 13 au 18 septembre pour l'inauguration de la statue et pour la réunion de l'Association internationale pour le progrès des Sciences Sociales. À cette occasion, comme l'écrit L' illustration : journal universel de Paris en 1863, « les maisons de Gand sont tapissées de fleurs, de verdure, d'écussons et d'oriflammes » et « la place du Marché du Vendredi, où s'élève la statue, a reçu une décoration magnifique ». 
Une cantate dont les paroles en néerlandais sont dues au poète populaire Napoleon Destanberg (nl) et la musique à François-Auguste Gevaert est interprétée au moment de l'inauguration de la statue par 700 chanteurs et 500 instrumentistes, élèves des écoles communales de Gand et membres de diverses sociétés de Flandre. 
Le soir, un banquet est offert au Grand Théâtre au Roi et à la famille royale.

## Description
La statue est « vraiment monumentale d'aspect » selon L' illustration : journal universel de Paris : « Le piédestal est en trois parties : le soubassement, exhaussé de quelques marches ; une base dont les coins portent quatre lions héraldiques adossés au piédestal proprement dit, et enfin le piédestal même avec la statue ».
Pour le Journal de Liège du 16 septembre 1863 « le héros flamand est représenté vêtu de la cotte de mailles de son temps, ceint de l'épée, la main gauche appuyant sur son bouclier ; champion de la commune belge, dont il est resté la glorieuse personnification, il fait serment, la face tournée vers le beffroi et la main droite étendue, de défendre et maintenir les chartes communales ».
La statue de bronze a quatre mètres soixante-dix centimètres de hauteur tandis que le piédestal en pierre blanche de France mesure 6 mètres cinquante centimètres : le sommet de la statue se trouve donc à plus de onze mètres du sol.
Le sculpteur a représenté sur le piédestal les écussons de chacune des cinquante-deux corporations de métiers que comptait Gand au début du XIVe siècle.
Aux quatre angles du piédestal figurent les statues de la Flandre et des villes de Gand, de Bruges et d'Ypres.
Le journal L' illustration mentionne la présence en 1863 autour de la statue d'une « belle grille gothique, ornée de candélabres du même style », aujourd'hui disparue.

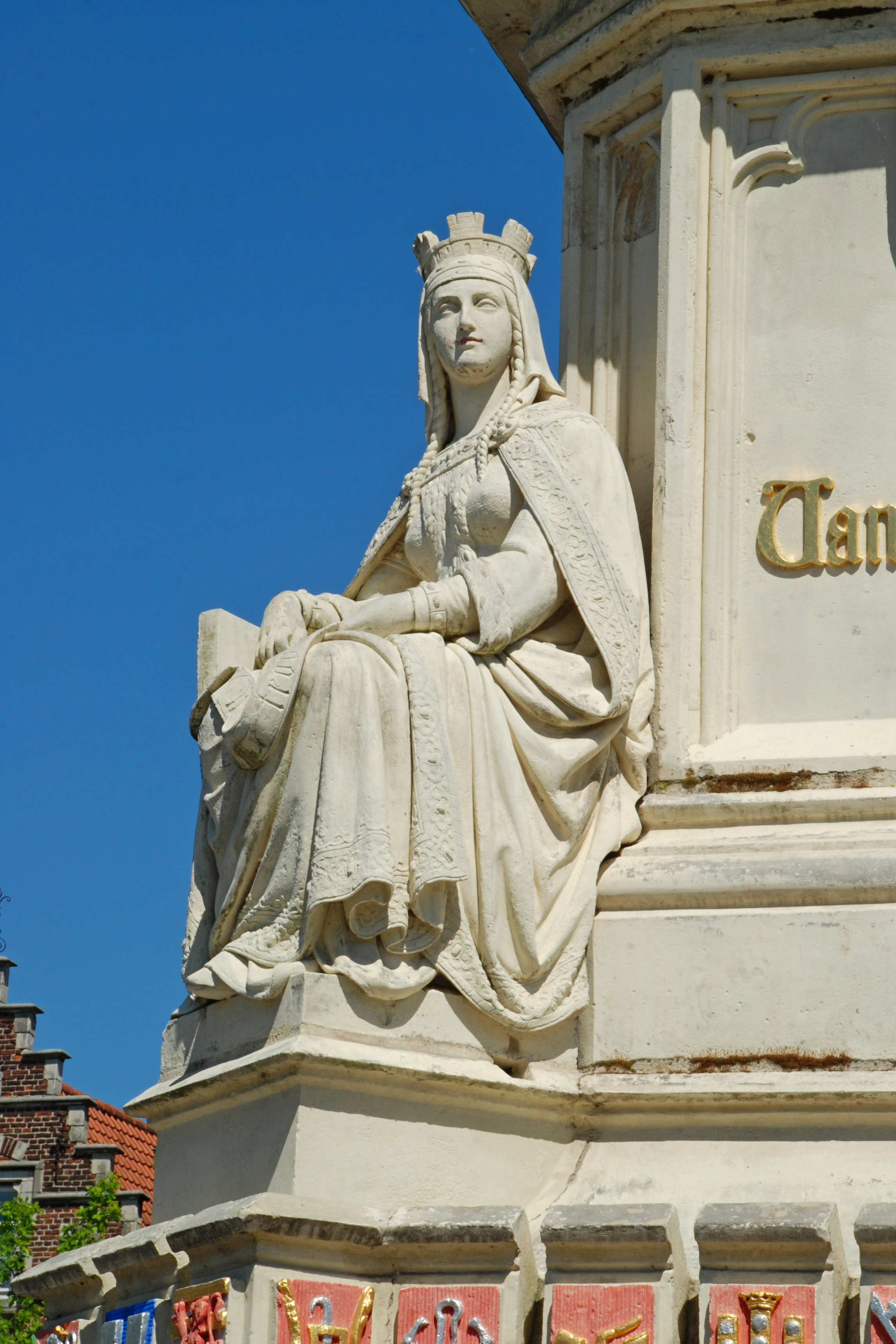
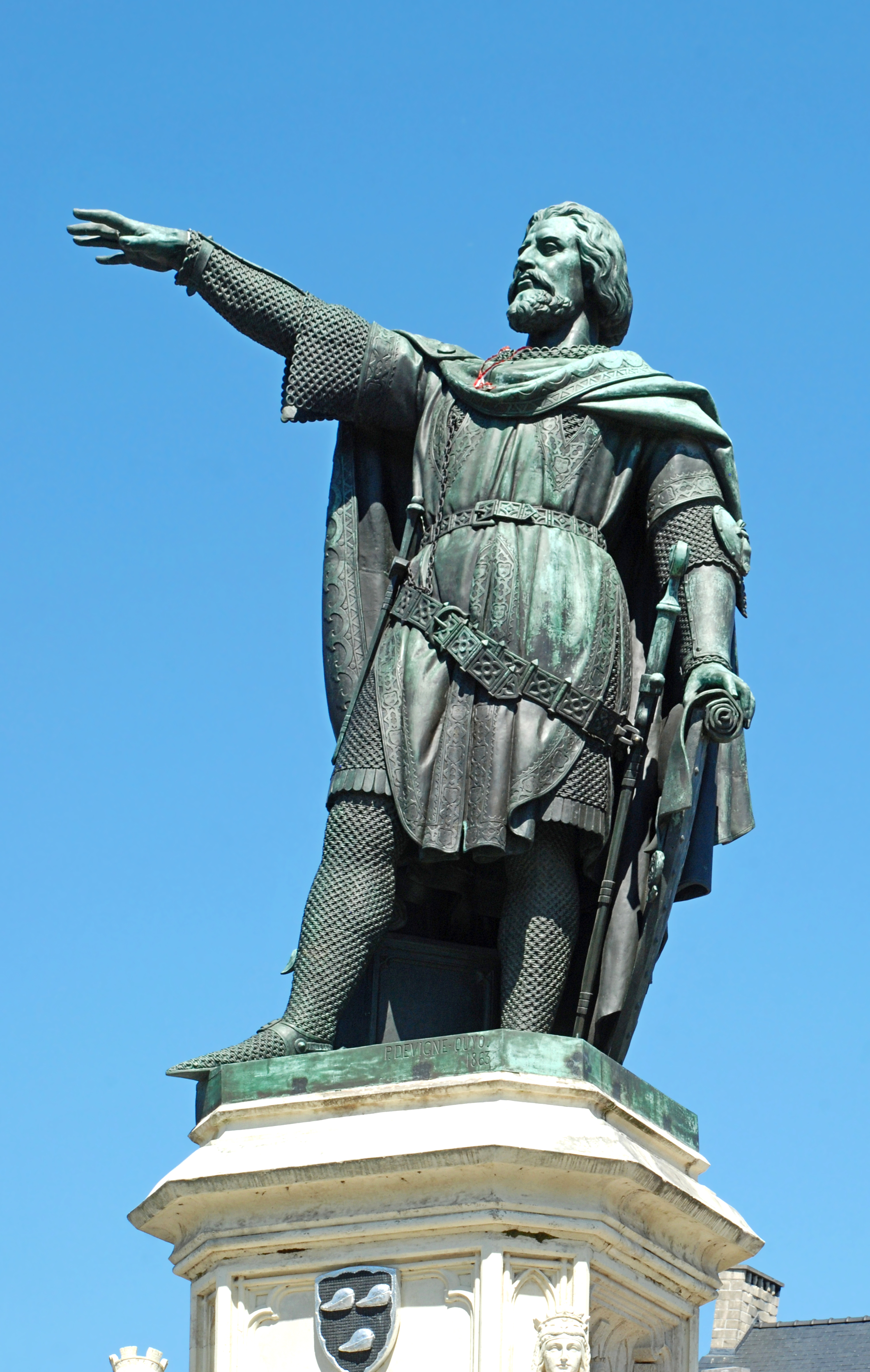
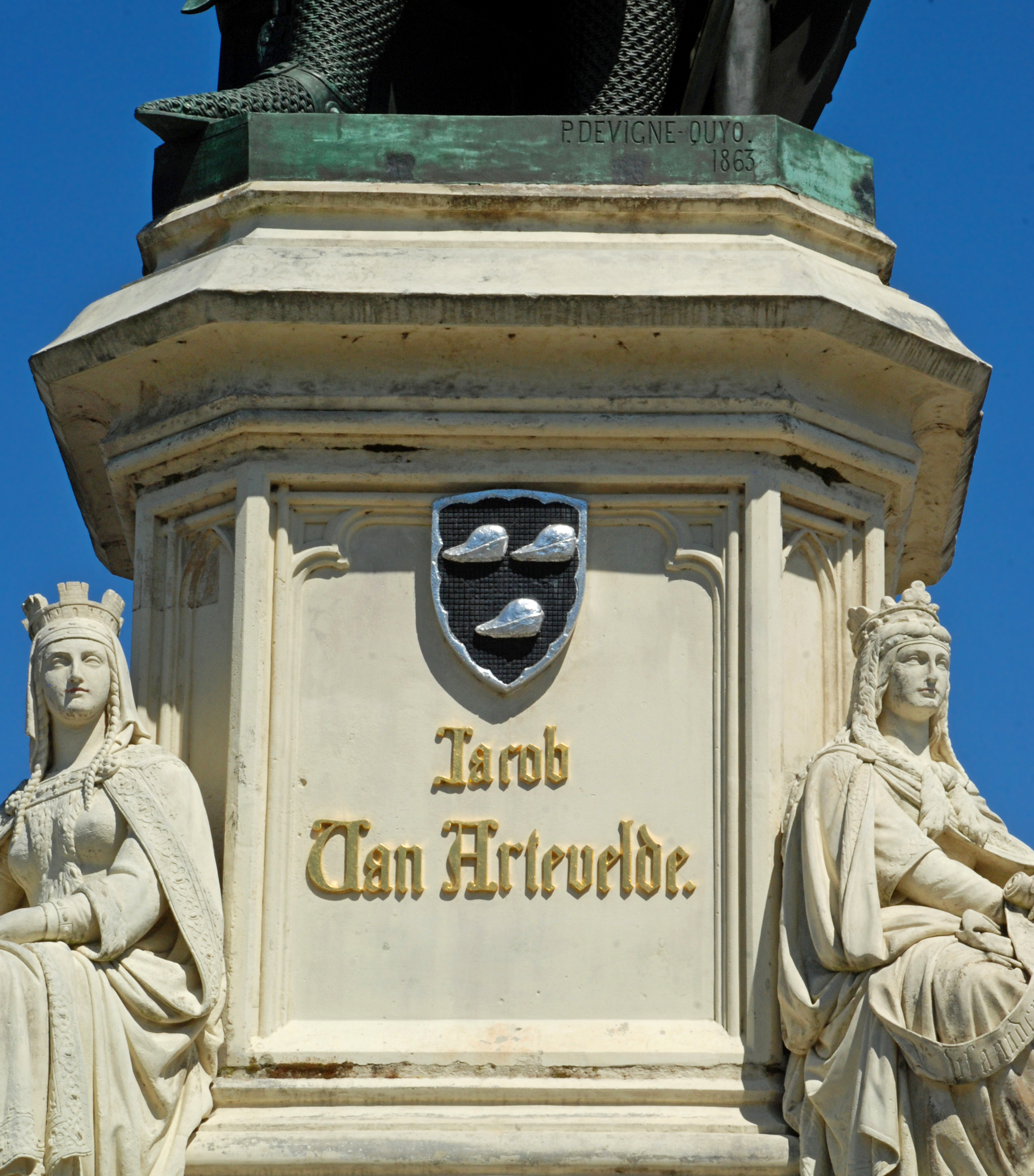